# Pleurothallopsis
Pleurothallopsis é um género botânico pertencente à família das orquídeas (Orchidaceae).
Espécie tipo: Pleurothallopsis nemorosa (Barb.Rodr.) Porto & Brade (1937).
O gênero Pleurothallopsis foi originalmente proposto por Porto & Brade em Archiv. Inst. Biol. Veg., Rio de Janeiro 3: 133, em 1937, para uma única espécie a Lepanthes nemorosa, descrita por Barbosa Rodrigues em 1882.

## Etimologia
O nome é uma referência à semelhança de suas espécies com as espécies do gênero Pleurothallis.

## Sinônimos
- Octomeria subgen. Pleurothallopsis (Porto & Brade) Luer,  Monogr. Syst. Bot. Missouri Bot. Gard., 39: 80 (1991).

## Descrição
A descrição original de Pleurothallopsis compara o labelo e coluna desta espécie com Octomeria, com as quais compartilha o número de polínias, oito. Por outro lado, compartilha algumas características morfológicas também com muitas espécies de Restrepiopsis, entretanto estas últimas apresentam apenas quatro polínias. Muitas das espécies de Restrepiopsis, bem como a Pleurotallopsis nemorosa apresentam as sépalas laterais parcialmente ou totalmente concrescidas, formando uma sinsépala, a maneira das Pleurothallis.

## Taxonomia
Este era um gênero monoespecífico, cuja espécie existia desde o Rio de Janeiro até o Sul da Bahia. Em 1991, Luer o reduziu a um subgênero de Octomeria. Em 2001 Pridgeon & Chase, segundo os resultados que obtiveram em suas análisas filogenéticas, que colocava Pleurothallopis como gênero irmão de Restrepiosis, isolado de Octomeria, promoveram-no novamente ao status de gênero, ampliando sua descrição para abrigar também as espécies antes subordinadas ao gênero Restrepiopsis, as quais são provenientes do norte da América do Sul e América Central.
Não sabemos se a longo prazo será aceita a proposta de unificação de Pleurothallopsis e Restrepiopsis, aqui trazemos os dois em separado pois a unificação ainda não é consenso entre os cientistas.
Considerando-se válida a proposta de Pridgeon & Chase, este gênero provavelmente será dividido em dois subgêneros, um para abrigar a Pleurothallopsis nemorosa, e outro as espécies provenientes de Restrepiopsis. Este último possivelmente com duas seções: a seção monotípica Endresia, que se caracteriza por apresentar bainhas pubescentes cobrindo seus curtos ramicaules, representada pela costarricense Restrepiopsis reichenbachiana, e a seção Restrepiosis, abrigando todas as outras espécies.

## Filogenia
Segundo Chase et al. Estes dois gêneros situam-se entre Restrepia e Myoxanthus, dentro de um grupo maior que também inclui, além dos gêneros citados acima, Barbosella, Echinosepala, Dresslerella, Restrepiella e Barbrodria. Este é o segundo dos oito grandes grupos da subtribo Pleurothallidinae, entre os grupos de Octomeria e Acianthera.

## Espécies

### Espécie Aceita
1. Pleurothallopsis nemorosa (Barb.Rodr.) Porto & Brade, Brasil.

### Sinônimos
- Pleurothallopsis monetalis (Luer) Pridgeon & M.W.Chase ver Octomeria monetalis.
- Pleurothallopsis norae (Garay & Dunst.) Pridgeon & M.W.Chase ver Restrepiella norae.
- Pleurothallopsis reichenbachiana (Endres ex Rchb.f.) Pridgeon & M.W.Chase verRestrepia reichenbachiana.
- Pleurothallopsis tubulosa (Lindley) Pridgeon & M.W.Chase ver Pleurothallis tubulosa.
- Pleurothallopsis ujarensis (Rchb.f.) Pridgeon & M.W.Chase ver Restrepia ujarensis.
- Pleurothallopsis carnosa (Luer & R.Vasquez) Pridgeon & M.W.Chase verRestrepiopsis carnosa.
- Pleurothallopsis clausa (Luer & R.Escobar) Pridgeon & M.W.Chase verRestrepiopsis clausa.
- Pleurothallopsis inaequalis (Luer & R.Escobar) Pridgeon & M.W.Chase verRestrepiopsis inaequalis.
- Pleurothallopsis insons (Luer & R.Escobar) Pridgeon & M.W.Chase verRestrepiopsis insons.
- Pleurothallopsis lehmannii (Luer) Pridgeon & M.W.Chase verRestrepiopsis lehmannii.
- Pleurothallopsis microptera (Schltr.) Pridgeon & M.W.Chase verRestrepiopsis microptera.
- Pleurothallopsis pandurata (Luer) Pridgeon & M.W.Chase verRestrepiopsis pandurata.
- Pleurothallopsis powersii (Luer) Pridgeon & M.W.Chase verRestrepiopsis powersii.
- Pleurothallopsis striata (Luer & R.Escobar) Pridgeon & M.W.Chase verRestrepiopsis striata.
- Pleurothallopsis mulderae (Luer) Pridgeon & M.W.Chase verRestrepiopsis mulderae.